# Johnny the Fox
Johnny the Fox is het zevende Studioalbum van Thin Lizzy, dit album was opgenomen terwijl bassist/zanger Phil Lynott aan het herstellen was van een leverontsteking. 

## Tracklist

### A-kant
1. "Johnny" - 4:18
2. "Rocky" - 3:43
3. "Borderline" - 4:37
4. "Don't Believe a Word" - 2:18
5. "Fools Gold" - 3:53

### B-kant
1. "Johnny the Fox Meets Jimmy the Weed" - 3:36
2. "Old Flame" - 3:05
3. "Massacre" - 3:01
4. "Sweet Marie" - 4:00
5. "Boogie Woogie Dance" - 3:06